# Massimo Colomba
Massimo Colomba (Suiza, 24 de agosto de 1977) es un exfutbolista suizo. Su posición era portero. Debutó en 1997 en el Neuchâtel Xamax y se retiró en el FC Basilea de la Super Liga Suiza, en 2012. Actualmente es el entrenador de porteros del FC Basilea.

## Trayectoria
Massimo Colomba comenzó su carrera en el año 1997 en el Neuchâtel Xamax FC, donde jugó hasta 2002. Desde ese año hasta el 2008 jugó en el FC Aarau, donde disputó 130 partidos y anotó 1 gol.
Tras retirarse como portero en el FC Basel en 2012, se quedó como entrenador de porteros en el mismo por su experiencia en tal posición.

## Clubes
| Club            | País  | Año       |
| --------------- | ----- | --------- |
| Neuchâtel Xamax | Suiza | 1997-2002 |
| FC Aarau        | Suiza | 2002-2008 |
| Grasshopper     | Suiza | 2008-2009 |
| FC Basilea      | Suiza | 2009-     |

- Datos: Q384891